# Erdmagnetische Warte Vossnacken

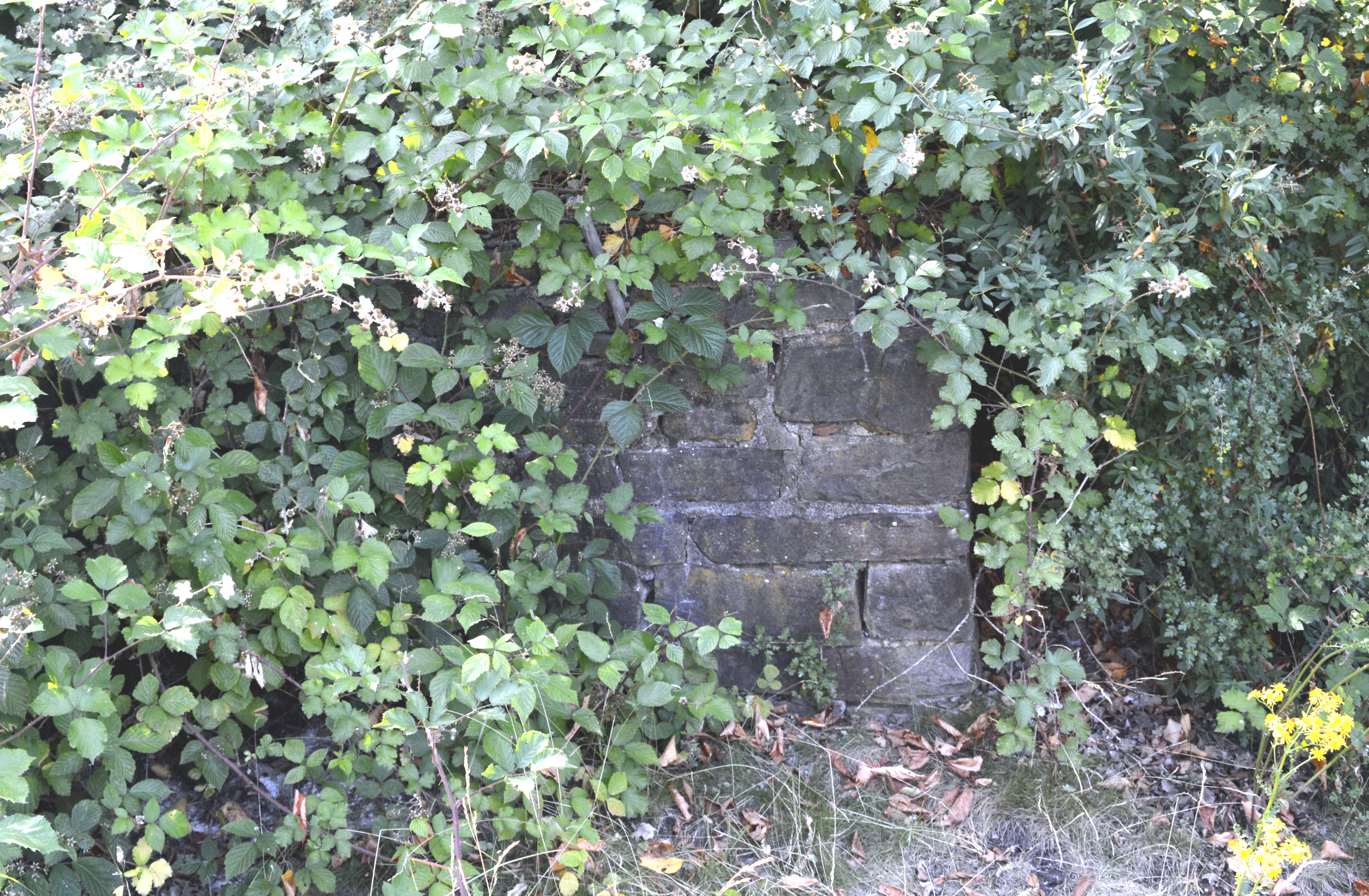
Die Reste der Erdmagnetischen Warte am Vossnacken in Velbert im Jahr 2015

Die Erdmagnetische Warte Vossnacken (auch Geomagnetisches Observatorium oder Selbstschreibendes Deklinatorium) war ein 1912 errichtetes und bis 1946 genutztes Gebäude im Garten der ehemaligen Vossnacker Schule in Velbert.

## Lage und Beschreibung
Der Ortsteil Vossnacken liegt im Außenbereich der Stadt Velbert und wird vom Deilbach im Norden, Osten und Süden begrenzt. Das Schulgebäude steht auf einem weithin sichtbaren Höhenrücken über dem Ruhrtal inmitten der historischen Hoflagen der Bauerschaft. Die Warte wurde 60 Meter nordöstlich hinter der Schule auf einem freien Grundstück errichtet und zur Abschirmung mit einem Zaun umgeben.
Das Gebäude wurde zur Vermeidung von magnetischen Störungen vollkommen eisenfrei errichtet. Der Sockel und die Fundamente bestehen aus Sandstein, darüber wurde ein Boden aus Kiesbeton, Estrich und Asphaltbleiplatten zum Schutz gegen aufsteigende Feuchtigkeit verlegt. Darauf wurde ein zweischaliger Holzbau mit Walmdach und Schieferdeckung errichtet. Metallteile wie Dachrinnen, Türschlösser und Nägel wurden aus Messing oder Kupfer hergestellt.
Es enthielt einen Vorraum von 4 × 3 Metern Größe, aus dem die Beobachtungen gemacht und von einem Registrierwerk erfasst wurden, und einen Instrumentenraum von 4 × 4 Metern Größe. Im Instrumentenraum stand ein 122 cm hoher Sandsteinpfeiler zur sicheren Aufnahme des Variometers, der eigentlichen Messeinrichtung.
Seit der Schließung der alten Vossnacker Schule im Jahr 1958 wird das Schulhaus als privates Wohnhaus genutzt. Das Gebäude der Warte bestand bis in die 1980er Jahre und ist danach verfallen.

## Messeinrichtung
Die Messeinrichtung bestand aus einem Variometer zur Ermittlung der Deklination und einem etwa 2 Meter entfernt stehenden Registrierwerk. Im Variometer hingen ein an einem dünnen Faden aufgehängter Magnet und ein Spiegel, der dessen Bewegung mitmachte. Eine elektrische Lampe im Registrierwerk sendete einen, durch eine Sammellinse konzentrierten, Lichtstrahl zum Spiegel im Variometer, welcher den Lichtstrahl zurück zum Registrierwerk lenkte, wo der Lichtpunkt auf eine mit photographischem Papier bespannte Walze traf. Da diese durch ein Uhrwerk bewegt wurde, erschien die Abweichung des Magnetfeldes hier als Kurve.

## Geschichte
Ursprünglich war der Kompass die einzige zuverlässige Messeinrichtung für die Richtungsbestimmung unter Tage. Mit der Einführung von Theodoliten konnten Polygonzüge gemessen werden. Wegen der besonderen Bedingungen im Bergbau bei Messungen durch schwebende Stecken oder Schächte, wurde die Magnetnadelmessung aber weiterhin zur Korrektur von Winkelabweichungen verwandt. Aufgrund der Änderungen und Variationen der magnetischen Achse mussten jedoch Vergleichsmessungen in erdmagnetischen Observatorien herangezogen werden.
Die Bergämter in Ibbenbüren und Bochum führten ab Juni 1844 zunächst Messungen mit einfachen Kompassen durch. 1854 wurde ein erstes, eisenfreies Häuschen errichtet, um mit Messinstrumenten wie den Breitkampschen Deklinatorien regelmäßige Messungen durchzuführen.
Die Westfälische Berggewerkschaftskasse (WBK) richtete 1888 in Bochum ihre erste magnetische Warte ein, die jedoch aufgrund der Industrialisierung der Umgebung mit ihren Eisenmassen und vagabundierenden Strömen aus den Oberleitungen der Straßenbahnen, bereits 1895 verlegt werden musste. Sie befand sich bis zu ihrer nächsten Verlegung in der zweiten Erweiterung des Stadtparks Bochum auf der dortigen höchsten Erhebung (heute wäre es ca. 40 Meter südlich des Bismarckturms). Im Juli 1912 zog die Warte südlich der Ruhr auf einen wenig besiedelten Bergrücken in Vossnacken, damals eine Gemeinde in der Bürgermeisterei Hardenberg. Entgegen einer Verlegung nach Norden, mitten in den Bergbaubezirk, erschien die industriefreie Lage auf dem flözleeren Bergrücken günstiger. Bei der Wahl des Bauplatzes war der Umstand entscheidend, dass der Hauptlehrer der Schule die tägliche Bedienung der Messeinrichtungen vornehmen konnte.
Die Warte wurde 1946 stillgelegt, da der zunehmende Stahlausbau der Kohlegruben magnetische Messungen nahezu unmöglich machte.